# Макаровичи (Могилёвская область)
Макаровичи (бел. Макаравічы) — деревня в составе Брожского сельсовета Бобруйского района Могилёвской области Республики Беларусь.

## Население
- 1999 год — 52 человека
- 2010 год — 33 человека
- 2014 год — 22 человека